# Stedman Bailey
Stedman Bailey (Miramar, Florida, Estados Unidos, 11 de noviembre de 1990) es un jugador profesional de fútbol americano de la National Football League que juega en el equipo St. Louis Rams, en la posición de Wide receiver con el número 12.

## Carrera deportiva
Stedman Bailey proviene de la Universidad de Virginia Occidental y fue elegido en el Draft de la NFL de 2013, en la ronda número 3 con el puesto número 92 por el equipo St. Louis Rams.
Actualmente se encuentra en activo como jugador de los St. Louis Rams.

## Estadísticas generales
| Yardas | Touchdowns | Recepciones | Promedio |
| 182    | 1          | 12          | 15.2     |